# Анатолиј Дјатлов
Анатолиј Степанович Дјатлов (рус. Анатолий Степанович Дятлов; Краснојарска Покрајина, 3. март 1931 — Кијев, 13. децембар 1995) био је заменик главног инжењера Чернобиљске нуклеарне електране и надзорник катастрофалног теста сигурности који је резултирао катастрофом у Чернобиљу 1986. године, за коју је одслужио казну у затвору, а ослобођен је као део опште амнестије 1990. године.

## Биографија
Дјатлов је рођен 1931. године у Краснојарској Покрајини, у Руској Совјетској Федеративној Социјалистичкој Републици. Његови родитељи су били сељаци који су живели у близини реке Јенисеј и казнених насеља у Краснојарску. Студирао у струковној школи и радио је као електричар пре него што је примљен на Московски институт за инжењерску физику, где је дипломирао 1959. године.
После дипломирања, радио је на бродоградилишту у Комсомољску на Амуру, постављајући реакторе у подморнице. Током нуклеарне несреће, Дјатлов је примио дозу зрачења од 200 рема, дозу која обично узрокује благо тровање радијацијом, повраћање, дијареју, умор и смањење отпорности на инфекције. Његов син је умро од леукемије.

### Чернобиљ
Дјатлов се 1973. године преселио се у Припјат, у Украјинској Совјетској Социјалистичкој Републици како би радио у новоизграђеној Чернобиљској нуклеарној електрани. Његов четрнаестогодишњи рад на поморским реакторима на совјетском Далеком истоку учинио је Дјатлова једним од три виша руководиоца у чернобиљској електрани. Он је био задужен за трећу и четврту јединицу.
Дјатлов је 26. априла 1986. године надгледао тест на реактору 4 нуклеарне електране, што је резултирало најгором несрећом у нуклеарној електрани у историји. Током несреће, Дјатлов је био изложен дози зрачења од 390 рем, што је узроковало смрт код 50% погођених особа након 30 дана. Међутим, Дјатлов је преживео. Заједно са Николајем Фомином и Виктором Брјукановим, Дјатлову је суђено због непоштовања сигурносних прописа. Сва тројица су проглашени кривим 1987. године, за грубо кршење сигурносних прописа који су довели до експлозије и осуђени су на десет година затвора. Добио је амнестију након три године.
Написао је књигу у којој је тврдио да је лоша конструкција погона, а не особље постројења, била првенствено одговорна за несрећу. У каснијим извештајима пронађено је да је Дјатлов претио неким радницима електране губитком посла, ако не наставе тестирање те ноћи у Чернобиљу, укључујући Александра Акимова, који је у почетку видео недостатке у реактору и грешке у плановима теста. Анатолиј Дјатлов је умро од затајења срца 1995. године.